# .je
.je는 저지섬의 인터넷 국가 코드 최상위 도메인이다. 아일랜드 네트웍스가 관리한다.

## 역사
올더니섬은 채널 제도의 두 대관소(bailiwicks)에 대한 도메인 이름 등록을 호스팅한다. .je 및 .gg의 국가 코드 최상위 도메인은 존 포스텔(Jon Postel)이 나이절 로버츠(Nigel Roberts)와 동의하여 4개의 코드(GG 및 JE, IM 및 AC)를 IANA TLD 목록에 추가한 후 1996년 8월 인터넷에 처음 등장했다. 채널 제도와 맨 섬의 코드는 2006년에 UN 공식 ISO-3166 목록에 입력되었다.

## 2차 도메인
2000년부터 이름은 주로 국가 코드로 직접 등록되었다.
그러나 다음 레거시 하위 도메인은 아직 등록이 가능하다.
- .co.je: 상업용/개인 도메인
- .net.je: 인터넷 서비스 제공업체 및 상업용
- .org.je: 단체(지역사회의 선의를 위해 무료로 제공)
- .sch.je: 학교, 초등 및 중등 교육